# Mark Blaug
Mark Blaug (L'Aia, 3 aprile 1927 – 18 novembre 2011) è stato un economista olandese naturalizzato britannico.

## Biografia
Fuggì da Amsterdam nel 1940 all'approssimarsi dell'invasione nazista del paese per andare a Londra, riunendosi due anni dopo con i genitori che nel frattempo avevano raggiunto New York. Qui completò gli studi superiori e accademici, laureandosi presso la City University of New York nel 1950.
Nel 1955 conseguì un dottorato di ricerca presso la Columbia University sotto la supervisione di George Stigler, con una tesi dal titolo Ricardian economics: a historical study, pubblicata nel 1958. Dopo il dottorato trovò lavoro a Yale dove si occupò principalmente di storia del pensiero economico, fino a pubblicare nel 1962 la prima edizione di una delle sue più importanti opere, Economic theory in retrospect. Dopo aver lasciato Yale insegnò presso l'Institute of Education dell'Università di Londra come professore di economia dell'istruzione, con un'affiliazione che durò oltre venti anni, dal 1963 al 1984.

## Opere
- Mark Blaug, Ricardian economics; a historical study, New Haven, Yale University Press, 1958, OCLC 167638.
- Mark Blaug, Economic theory in retrospect, Homewood, Ill., R.D. Irwin, 1962, OCLC 167684.